# 2020 في سوريا
هذه المقالة تتضمن أهم الأحداث التي حدثت في سوريا في سنة 2020.

## الحكم
- رئيس الجمهورية – بشار الأسد
- رئيس الحكومة – عماد خميس (حتى 11 يونيو) / حسين عرنوس (منذ 11 يونيو)
- وزير الداخلية – محمد الرحمون
- وزير الخارجية – وليد المعلم (حتى 16 نوفمبر) / فيصل المقداد (منذ 23 نوفمبر)
- وزير الدفاع – علي أيوب
- وزير التربية – عماد العزب (حتى 30 أغسطس) / دارم طباع (منذ 30 أغسطس)

## الأحـداث

### يناير
- 3 يناير
  - مجلس الأمن يجتمع لمناقشة القتال الجاري بين الجيش السوري وقوات المعارضة في إدلب.[1]
  - ذكرت الأمم المتحدة أن 300 ألف شخص اضطروا للفرار من إدلب بسبب العنف.[2]
- 4 يناير
  - قالت تركيا أنها نقلت حوالي 97 ألف لاجئ سوري غير مسجل من إسطنبول إلى مخيمات خارج المدينة.[3]
- 7 يناير
  - الرئيس الروسي فلاديمير بوتين يزور الرئيس بشار الأسد في دمشق.[4]
  - الجيش السوري يرسل الأسلحة الثقيلة إلى شمال غرب سوريا، شمال التمانعة وخان شيخون لاستئناف الهجوم على قوات المعارضة هناك.[5]
- 27 يناير
  - استعاد الجيش السوري السيطرة على مدينة معرة النعمان وعدد من البلدات المحيطة بها بعد أسبوعين المعارك.[6]

### فبراير
- 8 فبراير
  - استعاد الجيش السوري السيطرة على مدينة سراقب الواقعة على طريقي دمشق-حلب واللاذقية-حلب.[7]
- 16 فبراير
  - الجيش السوري يسيطر على مساحات واسعة من محافظة حلب.[8]

### مارس
- 22 مارس
  - تسجيل أول إصابة بفيروس كورونا المستجد قادمة من لبنان.[9]
- 25 مارس
  - أعلنت وزارة الصحة تسجيل 3 حالات جديدة بفيروس كورونا المستجد، عند المجموعة التي سبق وضعها في الحجر الصحي في منطقة الدوير في 17 مارس 2020.[10]
  - إعلان وزارة الصحة عن إصابة جديدة كانت قد وصلت من الخارج منذ عدة أيام، وحُجر مباشرةً، فيما ظهرت نتائج التحليل إيجابية اليوم لديه.[11]
- 29 مارس
  - أعلنت وزارة الصحة عن وفاة سيدة مصابة بفيروس كورونا فور دخولها إلى المشفى بحالة إسعاف وهي أول وفاة بالفيروس تسجل في سورية.[12]
  - أعلنت وزارة الصحة تسجيل أربع حالات جديدة مصابة بفيروس كورونا.[13]

- 30 مارس
  - تم تسجيل حالة وفاة ثانية بالفيروس المستجد “كوفيد 19” وهي إحدى الإصابات العشر المسجلة في سورية.[14]

### أبريل
- 2 أبريل
  - وزارة الصحة: تعلن تسجيل 6 إصابات جديدة بفيروس كورونا المستجد ليرتفع العدد إلى 16 إصابة منها حالتا وفاة.[15]

- 4 أبريل
  - أعلنت وزارة الصحة شفاء حالتين، ليصبح عدد الإصابات المؤكدة 12 وحالتي وفاة وحالتين متعافيتين.[16]

- 5 أبريل
  - تسجيل ثلاث إصابات جديدة بفيروس كورونا في سورية ليرتفع عدد الإصابات المسجلة في البلاد إلى 19 إصابة، شفيت منهم حالتان وتوفيت حالتان.[17]
- 7 أبريل
  - شفاء حالة ثالثة من الإصابات المسجلة بفيروس كورونا في سورية.[18]
- 8 أبريل
  - شفاء حالة رابعة من الحالات المسجلة بفيروس كورونا في سورية.[19]
- 11 أبريل:
  - تسجيل 6 إصابات جديدة بفيروس كورونا ليرتفع عدد الإصابات المسجلة في البلاد إلى 25 إصابة.[20]
  - شفاء حالة من الإصابات المسجلة بفيروس كورونا ليرتفع عدد حالات الشفاء إلى 5.[21]
- 14 أبريل
  - تسجيل أربع إصابات جديدة.[22]
- 15 أبريل
  - تسجيل أربع إصابات جديدة.[23]
- 17 أبريل
  - تسجيل خمس إصابات جديدة.[24]
- 19 أبريل
  - تسجيل إصابة جديدة، وتسجيل حالة وفاة جديدة.[25]
- 21 أبريل
  - شفاء حالة جديدة.[26]
- 22 أبريل
  - ارتفاع عدد الإصابات المؤكدة بمرض كوفيد-19 إلى 42 شخصاً بحسب وزارة الصحة السوريّة.[27]

- 25 أبريل
  - أعلنت وزارة الصّحة عن شفاء 5 مُصابين بالفيروس.[28]
- 26 أبريل
  - أعلنت وزارة الصحة عن شفاء ثلاث حالات وتسجيل إصابة واحدة جديدة.[29]

- 27 أبريل
  - أعلنت الوزارة شفاء خمس حالات جديدة من المُصابين بفيروس كورونا.[30]
- 28 أبريل
  - أعلنت الوزارة تسجيل حالتي شفاء جديدتين ليرتفع عدد حالات الشفاء إلى 21 من فيروس كورونا.[31]

## رياضة

### كرة القدم
- الدوري السوري 2019-20 – الموسم الـ49 من البطولة.
  - توج به نادي تشرين للمرة الثالثة بتاريخه
- الدوري السوري 2020-21 – الموسم الـ50 من البطولة.

### كرة السلة
- الدوري السوري لكرة السلة 2019-20
  - أُلغي بسبب انتشار فيروس كورونا في سوريا

## مسلسلات
- سرّ - بوليسي بدأ عرضه في 12 يناير
- ببساطة ج2 ـ كوميدي بدأ عرضه في 14 يناير
- العميد ـ اجتماعي بدأ عرضه في 17 يناير على شاهد.نت
- عهد الدم - إثارة سيعرض في فبراير على شاهد.نت
- أحلى أيام ـ اجتماعي بدأ عرضه في 24 أبريل
- سوق الحرير ـ بيئة شامية بدأ عرضه في 24 أبريل
- مقابلة مع السيد آدم ـ بوليسي بدأ عرضه في 24 أبريل
- حارس القدس ـ تاريخي بدأ عرضه في 24 أبريل
- بروكار ـ بيئة شامية بدأ عرضه في 24 أبريل
- يوماً ما ـ اجتماعي بدأ عرضه في 24 أبريل
- هواجس عابرة ـ اجتماعي بدأ عرضه في 24 أبريل
- الجوكـر ـ بوليسي بدأ عرضه في 24 أبريل
- أولاد آدم ـ اجتماعي بدأ عرضه في 24 أبريل
- نبـض ـ رومانسي بدأ عرضه في 24 أبريل
- حركات بنات ـ كوميدي بدأ عرضه في 24 أبريل
- ميادة وولادا ـ كوميدي بدأ عرضه في 24 أبريل
- شارع شيكاغو ـ اجتماعي بدأ عرضه في 28 يوليو
- دانتيل ـ اجتماعي بدأ عرضه في 23 أغسطس على شاهد.نت
- بورتريه ـ اجتماعي بدأ عرضه في 27 أغسطس
- ما بين حب وحب ـ اجتماعي بدأ عرضه في 27 أغسطس
- المنصة ـ اجتماعي بدأ عرضه في 03 سبتمبر على نتفلكس
- من الآخر ـ اجتماعي بدأ عرضه في 20 سبتمبر
- العربجي ـ بيئة شامية
- بقعة ضوء ج15 ـ كوميدي
- صقار ـ بدوي
- هوس ـ اجتماعي
- 365 يوم وربع ـ اجتماعي

## وفـيات

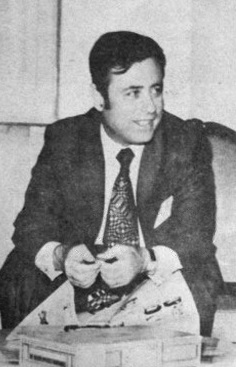
عبد الحليم خدام

- 1 مارس: سهيل زكار، (84 عام)، مُؤرِّخ ومُحقق وباحث سوري.[32]
- 2 مارس: ريمون بطرس، (70 سنة)، مخرج وناقد سينمائي سوري.
- 20 مارس: علي حبيب، (81 سنة)، قائد عسكري سوري.
- 31 مارس: عبد الحليم خدام، (88 سنة)، سياسي سوري.
- 10 أبريل: عبد الرحمن أبو القاسم، (78 سنة)، ممثل سوري فلسطيني.
- 1 مايو: أسعد خوري، (67 سنة)، موسيقي سوري.
- 4 مايو: هلال خوري، (58 سنة)، ممثل سوري.
- 13 مايو: رياض عصمت، (72 سنة)، سياسي ودبلوماسي وكاتب سوري.
- 21 مايو: مأمون الفرخ، (62 سنة)، ممثل ومخرج ومؤدي أصوات سوري.
- 31 مايو: هيام طعمة، (58 سنة)، ممثلة ومغنية سورية.
- 1 يونيو: محمود كبيبو، (79 سنة)، مترجم سوري.
- 8 يوليو: هيثم برجكلي، (65 سنة)، لاعب كرة قدم سوري.
- 22 أغسطس: عبد الناصر الحمد، (62 سنة)، شاعر وصحفي سوري.
- 16 نوفمبر: وليد المعلم، (79 سنة)، سياسي سوري، ووزير الخارجية سابقا.

## الـمراجع
1. ↑  No progress seen despite intense UN talks on Syria aid, January 3, 2020. نسخة محفوظة 4 يناير 2020 على موقع واي باك مشين.
2. ↑  Nearly 300,000 Syrians displaced from Idlib since mid-December, Security Council hears, UN official website, Jan 3, 2020. نسخة محفوظة 11 يناير 2020 على موقع واي باك مشين.
3. ↑  nearly 100000 unregistered syrians removed from istanbul/a 51888092, dw , January 7, 2020 نسخة محفوظة 2020-04-05 على موقع واي باك مشين. [وصلة مكسورة]
4. ↑  meets assad rare-syria visit iran tensions 200107150701410.html , Aljazeera, January 7, 2020 نسخة محفوظة 2020-04-05 على موقع واي باك مشين. [وصلة مكسورة]
5. ↑  Syrian Army prepares for major Idlib offensive amid Russian-Syrian naval drills: video, By News Desk. January 8, 2020, almasdarnews.com. نسخة محفوظة 2020-04-05 على موقع واي باك مشين. [وصلة مكسورة]
6. ↑  مصدر عسكري لـrt الجيش السوري يطبق السيطرة على معرة النعمان من كل الجهات/, RT Arabic, January 28, 2020. نسخة محفوظة 2020-04-05 على موقع واي باك مشين. [وصلة مكسورة]
7. ↑  سوريا تعلن سيطرة الجيش الكاملة على سراقب, SKY News Arabia, February 8, 2020. نسخة محفوظة 2020-04-05 على موقع واي باك مشين.
8. ↑  Syrian forces seize most of Aleppo province, on eve of Turkey-Russia talks, by Suleiman Al-Khalidi, Tom Perry, Tuvan Gumrukcu, February 16, 2020. نسخة محفوظة 17 فبراير 2020 على موقع واي باك مشين.
9. ↑  "وزير الصحة: تسجيل أول إصابة بفيروس كورونا في سورية لشخص قادم من الخارج". خبر. سوريا: الوكالة العربية السورية للأنباء (SANA). 22 مارس 2020. مؤرشف من الأصل في 2020-03-22. اطلع عليه بتاريخ 2025-05-21. {{استشهاد ويب}}: الوسيط غير المعروف |سنة الوصول= تم تجاهله يقترح استخدام |date= (مساعدة) والوسيط غير المعروف |شهر= تم تجاهله يقترح استخدام |تاريخ= (مساعدة)
10. ↑  "https://www.sana.sy/". مؤرشف من الأصل في 2020-04-11. {{استشهاد ويب}}: روابط خارجية في |عنوان= (مساعدة)
11. ↑  "https://www.sana.sy/". مؤرشف من الأصل في 2020-03-26. {{استشهاد ويب}}: روابط خارجية في |عنوان= (مساعدة)
12. ↑  "https://www.sana.sy/". مؤرشف من الأصل في 2020-04-01. {{استشهاد ويب}}: روابط خارجية في |عنوان= (مساعدة)
13. ↑  "https://www.sana.sy/". مؤرشف من [www.sana.sy/?p=1129927 الأصل] في 2020-03-30. {{استشهاد ويب}}: تحقق من قيمة |مسار= (مساعدة) وروابط خارجية في |عنوان= (مساعدة)
14. ↑  "https://www.sana.sy/". مؤرشف من الأصل في 2020-03-31. {{استشهاد ويب}}: روابط خارجية في |عنوان= (مساعدة)
15. ↑  "https://www.sana.sy/". سوريا. سانا. 2 أبريل 2020. مؤرشف من الأصل في 2020-04-22. اطلع عليه بتاريخ 2020-04-02. {{استشهاد ويب}}: روابط خارجية في |عنوان= (مساعدة)صيانة الاستشهاد: BOT: original URL status unknown (link)
16. ↑  "https://www.sana.sy/". سوريا. سانا. 4 أبريل 2020. مؤرشف من الأصل في 2020-04-22. اطلع عليه بتاريخ 2020-04-06. {{استشهاد ويب}}: روابط خارجية في |عنوان= (مساعدة)صيانة الاستشهاد: BOT: original URL status unknown (link)
17. ↑  "https://www.sana.sy/". مؤرشف من الأصل في 2020-04-22. اطلع عليه بتاريخ 2020-04-06. {{استشهاد ويب}}: روابط خارجية في |عنوان= (مساعدة)صيانة الاستشهاد: BOT: original URL status unknown (link)
18. ↑  "وزارة الصحة: شفاء حالة ثالثة من الإصابات المسجلة بفيروس كورونا في سورية". سانا. 7 أبريل 2020. مؤرشف من الأصل في 2020-04-07. اطلع عليه بتاريخ 2020-04-07.
19. ↑  "وزارة الصحة: شفاء حالة جديدة من الحالات المسجلة بفيروس كورونا في سورية ليرتفع عدد حالات الشفاء إلى أربع". سانا. 8 أبريل 2020. مؤرشف من الأصل في 2020-04-08. اطلع عليه بتاريخ 2020-04-08.
20. ↑  "وزارة الصحة: تسجيل 6 إصابات جديدة بفيروس كورونا ليرتفع عدد الإصابات المسجلة في البلاد إلى 25 إصابة". سانا. 11 أبريل 2020. مؤرشف من الأصل في 2020-04-11. اطلع عليه بتاريخ 2020-04-11.
21. ↑  "وزارة الصحة: شفاء حالة من الإصابات المسجلة بفيروس كورونا ليرتفع عدد حالات الشفاء إلى 5". سانا. 11 أبريل 2020. مؤرشف من الأصل في 2020-04-11. اطلع عليه بتاريخ 2020-04-11.
22. ↑  "الصحة: تسجيل أربع إصابات جديدة بفيروس كورونا". سانا. 14 أبريل 2020. مؤرشف من الأصل في 2020-04-14. اطلع عليه بتاريخ 2020-04-14.
23. ↑  "الصحة: 4 إصابات جديدة بفيروس كورونا". سانا. 15 أبريل 2020. مؤرشف من الأصل في 2020-04-15. اطلع عليه بتاريخ 2020-04-15.
24. ↑  "الصحة: تسجيل خمس إصابات جديدة بفيروس كورونا". سانا. 17 أبريل 2020. مؤرشف من الأصل في 2020-04-17. اطلع عليه بتاريخ 2020-04-17.
25. ↑  "تسجيل إصابة جديدة ووفاة بفيروس كورونا في سورية". سانا. 19 أبريل 2020. مؤرشف من الأصل في 2020-04-19. اطلع عليه بتاريخ 2020-04-19.
26. ↑  "وزير الصحة: شفاء حالة جديدة من فيروس كورونا.. جميع الإصابات المسجلة حتى الآن في دمشق وريفها". سانا. 21 أبريل 2020. مؤرشف من الأصل في 2020-04-21. اطلع عليه بتاريخ 2020-04-21.
27. ↑  "وزارة الصحة: تسجيل 3 إصابات جديدة بفيروس كورونا في سورية". سانا. 22 أبريل 2020. مؤرشف من [hhttps://www.sana.sy/?p=1140038 الأصل] في 2020-04-22. اطلع عليه بتاريخ 2020-04-22.
28. ↑  al-Sabbagh، Hazem (25 أبريل 2020). "وزارة الصحة: شفاء خمس حالات من الإصابات المسجلة بفيروس كورونا ليرتفع عدد حالات الشفاء إلى 11 حالة". الوكالة العربية السورية للأنباء Agency. مؤرشف من الأصل في 2020-05-09. اطلع عليه بتاريخ 2020-04-25.
29. ↑  tarek2012. "وزارة الصحة: شفاء ثلاث حالات وتسجيل إصابة جديدة بفيروس كورونا". S A N A. مؤرشف من الأصل في 2020-05-05. اطلع عليه بتاريخ 2020-05-14.{{استشهاد ويب}}:  صيانة الاستشهاد: أسماء عددية: قائمة المؤلفين (link)
30. ↑  tarek2012. "وزارة الصحة: شفاء خمس حالات جديدة من الإصابات المسجلة بفيروس كورونا في سورية". S A N A. مؤرشف من الأصل في 2020-05-14. اطلع عليه بتاريخ 2020-04-27.{{استشهاد ويب}}:  صيانة الاستشهاد: أسماء عددية: قائمة المؤلفين (link)
31. ↑  mohamad. "وزارة الصحة: شفاء حالتين من الإصابات المسجلة بفيروس كورونا ليرتفع عدد حالات الشفاء إلى 21 حالة". S A N A. مؤرشف من الأصل في 2020-05-14. اطلع عليه بتاريخ 2020-05-14.
32. ↑  وفاة المؤرخ والباحث السوري سهيل زكار نسخة محفوظة 1 مارس 2020 على موقع واي باك مشين.